# Сук (Сокотра)
Сук — небольшая деревня на восточной части северного побережья острова Сокотра. Находится в районе Хадибо мухафазы Сокотра.
Сук в средневековье был столицей Сокотры. В 2 км к югу от селения Сук обнаружено городище Хажря, где, как можно предполагать, находилась древняя, доисламская столица острова.

## География
Сук расположен в нескольких километрах от Хадибо. По всей видимости, 300—400 лет тому назад пойма соединялась с морем и была доступна для кораблей, позже её замыло песком. Именно поэтому португальцы выбрали место на горе, откуда открывается вид на пойму и Аравийское море.

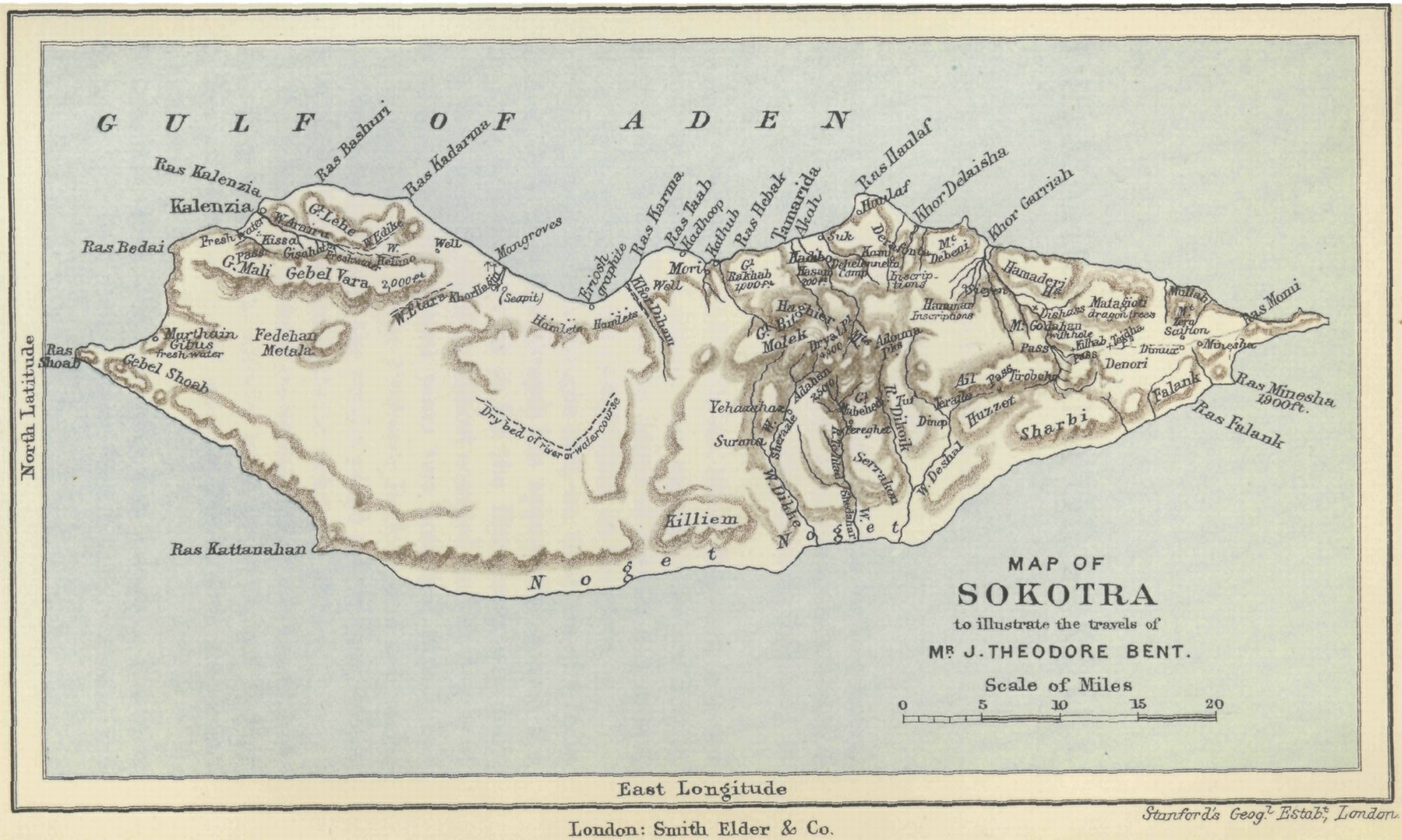
Карта острова Сокотра 1900 года, на которой указан Сук. Селение Тамарида на карте — это Хадибо сегодня

## Происхождение названия
Ссылаясь на арабских и португальских средневековых авторов, все исследователи нашего времени (в том числе и изучавший средневековые хадрамаутские хроники известный английский историк Южной Аравии Ральф Сэрджент) считают это название подлинным. В сокотрийском языке действительно есть заимствованное из арабского языка слово „сук“, и при гавани, куда в древности могли заходить корабли с иноземными товарами, возможно, существовал рынок. Однако сами сокотрийцы называют это место Шек, что никак не связано с рынком, а восходит либо к сокотрийскому слову ško „вооруженный“ либо к корню šeke — „быть близким, приближаться“, то есть в данном случае ближайший к морю.

## История
Оксфордская экспедиция 1956 года пыталась найти какие-либо следы пребывания греков на острове и не обнаружила ничего, кроме остатков нескольких зданий в местечке под названием Сук, которое в прошлом, считают, было столицей Сокотры. Стоит Сук на берегу лагуны, куда, вероятно, в древние времена заходили корабли. Здесь же должны были жить и ионийские греки, о которых писали греческие и арабские историки.
Махрийский форт Сук, центр тогдашней Сокотры, находился к востоку от современной столицы острова — Хадибо. Он был сооружен ещё до 1481 г.
В 1482 году Тахириды отвоевали у Касири Сокотру.
Из заметок знаменитого арабского лоцмана из Омана Ахмад ибн Маджид, который провел корабли Васко да Гамы от сомалийского порта Ма-линди до побережья Индии, следует, что в 1489 году Сокотра уже находилась в руках махрийцев. Вероятно, им не удалось установить непосредственный контроль над всем островом (об этом пишет Ибн Маджид, а также свидетельствуют многие события, происшедшие позднее, во время португальского завоевания). Они лишь облагали население натуральным налогом. Между махрийцами и коренным населением существовал определенный антагонизм, что подтверждается убийством аборигенами махрийского шейха.
Колонизаторами Сокотры выступило махрийское племя бану ‘афрар, жившее в районе современного г. Кишна, расположенного на побережье Аравии. Махрийский форт Сук, центр тогдашней Сокотры, находился к востоку от современной столицы острова — Хадибо. Он был сооружен еще до 1481 г. и перестроен после португальского завоевания. Форт располагался в 250-50 м от гавани на мысе. Португальцы называли это место то С око, то С ото, то Косо (по-видимому, испанский и португальский вариант арабского слова „сук“ — рынок»). Арабские средневековые историки, например, Ибн аль-Муджавир и аль-Хамдани, сообщали не только о гавани, но и о городе под названием Сук. Первый из них описал этот город.
Но вскоре махрийским шейхам суждено было пережить тяжелые времена.
- Январь 1507. Португальский флот короля Мануэла (1496—1521) под командованием адмиралов Тристана да Куньи и Алфонсу д’Альбукерки захватывает Сокотру. Португальцы штурмуют махрийский форт вблизи селения Сук (Шек) — тогдашней столицы Сокотры. Махрийский правитель Сокотры ат-Таваари аз-Зувейди убит. Португальцы строят в Суке церковь Богоматери Победы, оставляют на острове гарнизон из 100 человек под командой Альфоншу ди Норонья.[4]
- Май 1507. Афонсу д’Альбукерки руководит карательной акцией против мятежных островитян, симпатизирующих махрийцам и досаждающих португальскому гарнизону. Местные жители обложены контрибуцией.[4]
- В апреле 1507 года европейцы взяли Сокотру, убив там сына ат-Тау‘ари аз-Зувейди с пятью десятками мусульман, и выстроили там крепость.[3]
- В августе 1507 г. Афонсу де Албукерки высадился на острове Сокотра и основал там португальский форт, в силу удачного расположения способный парализовать всю арабскую морскую торговлю. После этого португальцы и Афонсу де Албукерки отправились на завоевания в сторону Ормузского пролива и Индии. Жуан да Нова принимал участие в португальском захвате Сокотры в августе 1507. К его удивлению, он был назначен остаться на Сокотре для патрулирования Красного моря отрядом из шести судов под командованием Афонсу де Альбукерке, а не продолжать путь вместе с Кунья в Индию.[4]
- 1510—1511 года. Махрийцы, под предводительством Хамиса и Амра, сыновей Саада бен аз-Зувейди, атакуют португальцев на Сокотре.[4]
- 1511 год. Португальцы покидают Сокотру, так как толку от военной базы на Сокотре было мало. Власть над островом вновь переходит к султанам Махры.[4]
- В 1541 году португалец Жоауди Каштру говорил о форте в Суке, расположенном к востоку от Хадибо, и он даже опубликовал рисунок, на котором изображены детали строений форта.[3]

Английский путешественник конца XIX в. Теодор Бент также помещает Сук к востоку от Хадибо.
К 1974 году от форта оставались только груда камней и часть кирпичной кладки, но в XV в. это было мощное по тем временам оборонительное сооружение. Как отмечают многие специалисты по южно-аравийской архитектуре, руины напоминают крепости стиля «яфи‘», которые до сих пор сохранились в области Яфи и в Хадрамауте. По данным археолога Оксфордской экспедиции Питера Шинни, впервые обследовавшего форт в Суке, и Д. Доу, сооружение было около 25 м в длину и 20 — в ширину.
В 100 м на юго-восток от главного форта была расположена ещё одна постройка такого же типа, от которой, как и от форта, осталась только часть кладки. Строительные камни были скреплены известковым раствором. Башня в северо-восточном углу здания достигает 3,6 м в диаметре. Исходя из того, как ориентирована восточная стена прямоугольного в плане здания, Доу считал, что это могла быть мечеть. К северу от руин предполагаемой мечети находятся остатки церкви Богоматери Победы, выстроенной португальцами в ознаменование взятия форта. Церковь эта была построена на месте другого, более старого здания, которое было либо также церковью, либо мечетью (хотя для мечети оно неверно ориентировано). Об этом свидетельствуют остатки известкового пола, обнаруженные археологами под первым. Девять колонн первичной постройки были сложенны из скрепленных известковым раствором камней, от них сохранились только основания, любопытны тем, что все они имеют различное сечение (то есть колонны были разной формы).  Сохранилось и изображение этого здания на рисунке, выполненном в 1541 году Жоау ди Каштру. Рисунок весьма детальный, хотя в нём и не соблюдены современные правила перспективы и масштаб. Но на рисунке можно узнать пики гор Хагьхер. 

## Описание
Сегодня Сук — это маленькая деревушка с населением преимущественно африканского происхождения, которые ещё недавно жили в соломенных хижинах и в сложенных из обломков коралловых рифов домиках.